# منح
شهرستان منح (به عربی:  ولایة منح ) یکی از شهرستانهای استان داخلیه در کشور پادشاهی عمان است. چنان‌که در کتاب: (تحفة الأعیان) آمده است مالک بن فهم بنیانگذار این شهرستان می‌باشند.

## جمعیت
جمعیت آن در حدود ۱۰۶۱۸ هزار نفر می‌باشد.